# Посохин, Михаил Васильевич
Михаи́л Васи́льевич Посо́хин (30 ноября [13 декабря] 1910, Томск — 22 января 1989[…], Москва) — советский, российский архитектор, педагог. Народный архитектор СССР (1970). Лауреат Ленинской премии (1962), Государственной премии СССР (1980) и Сталинской премии второй степени (1949).
Главный архитектор Москвы (1960—1980). Среди главных реализованных проектов — высотный жилой дом на Кудринской площади, Государственный Кремлёвский дворец и застройка улицы Новый Арбат в Москве.

## Биография

### Ранние годы

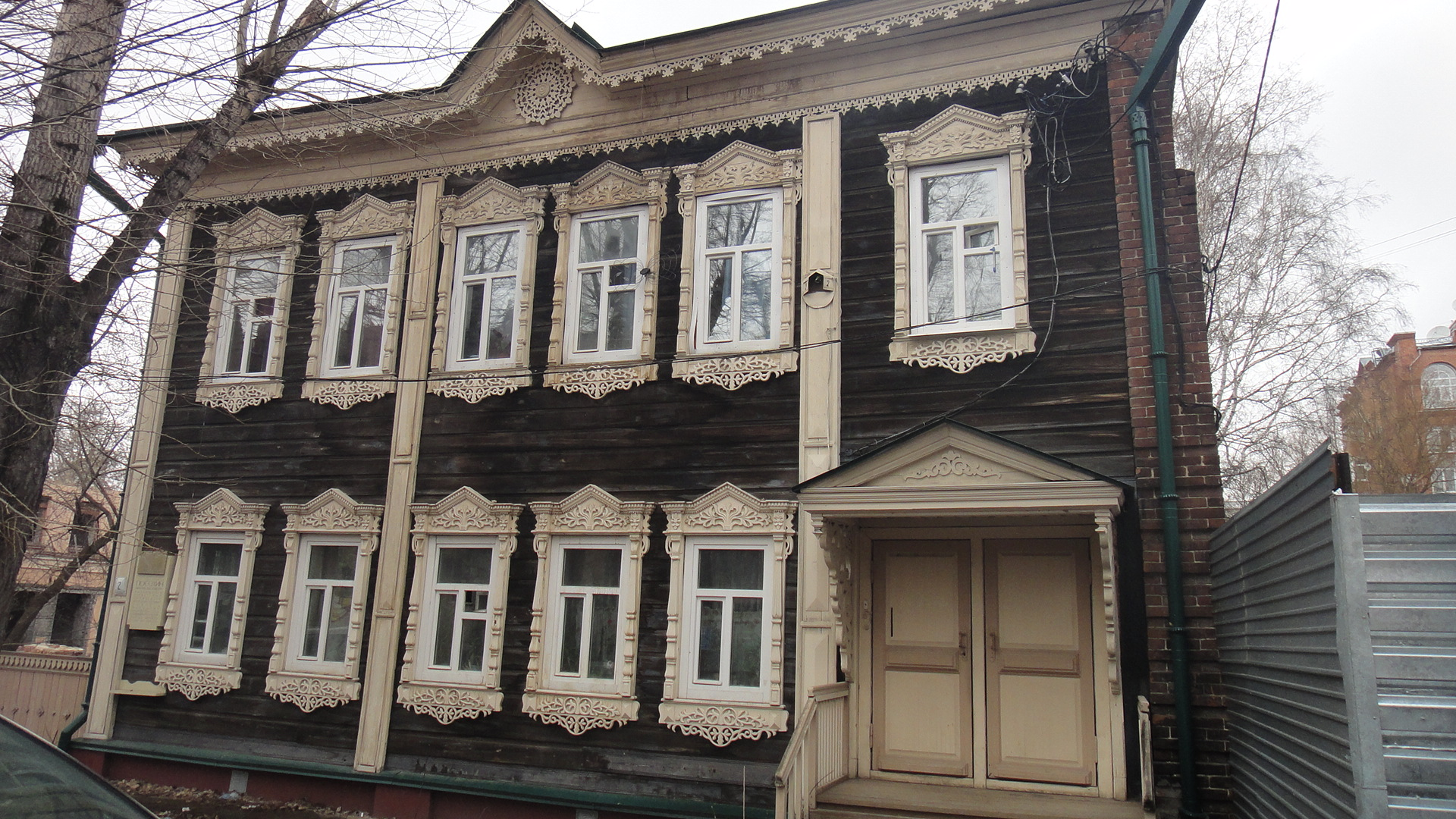
Дом в Томске, где родился Михаил Посохин, 2013 год

Родился 30 ноября (13 декабря) 1910 года в Томске. Родители, Василий Михайлович и Мария Александровна, принадлежали к числу образованных мещан. Отец работал в типографии, мать — в библиотеке.
После окончания средней школы в 1927 году записался вольнослушателем в Сибирский технологический институт, параллельно посещал творческую студию художника Вадима Мизерова и работал учеником декоратора в Томском драматическом театре.
Вскоре переехал в Кузнецк-Сибирский и начал работать на строительстве Кузнецкого металлургического комбината. Затем поступил в Учебный комбинат «Кузнецкстроя» и в 1931 году получил диплом гражданского инженера. Молодой специалист перешёл в проектный отдел учреждения, где принял участие в создании «соцгорода».
В 1935 году переехал в Москву, чтобы поступить в мастерскую Алексея Щусева в Московский архитектурный институт, окончил вуз экстерном за три года. Во время обучения познакомился с молодым архитектором Ашотом Мндоянцем, ставшим его другом и соратником на долгие годы. По воспоминаниям Михаила Посохина-младшего, даже много лет после знакомства два архитектора «работали целый день в мастерской, потом вместе шли с работы, продолжая обсуждать новые идеи по дороге, чаще всего приходили к нам, ужинали, пили чай, а потом на освободившемся столе, а зачастую и на полу раскладывали кальки и бумагу и продолжали работать, искать, обсуждать, эскизировать». В конце 1930-х первые их совместные проекты представлены на конкурсах аэровокзала в Москве и театра в Комсомольске-на-Амуре.
После начала войны был прикомандирован к роте инженерной разведки МПВО, которая занималась возведением маскировочных конструкций и оперативным восстановлением разрушенных зданий. Однако уже в 1943 году молодого архитектора привлёк к сотрудничеству Дмитрий Чечулин, который в то время руководил реконструкцией здания Моссовета на улице Горького. В это же время Посохину и Мндоянцу поручили перестройку здания бывшего Александровского училища на улице Фрунзе, в котором должен был разместиться Генштаб РККА. Работа над первым самостоятельным проектом завершилась в 1946 году. Здание получило типичные черты нового стиля сталинский ампир.

### Высотный жилой дом на площади Восстания в Москве

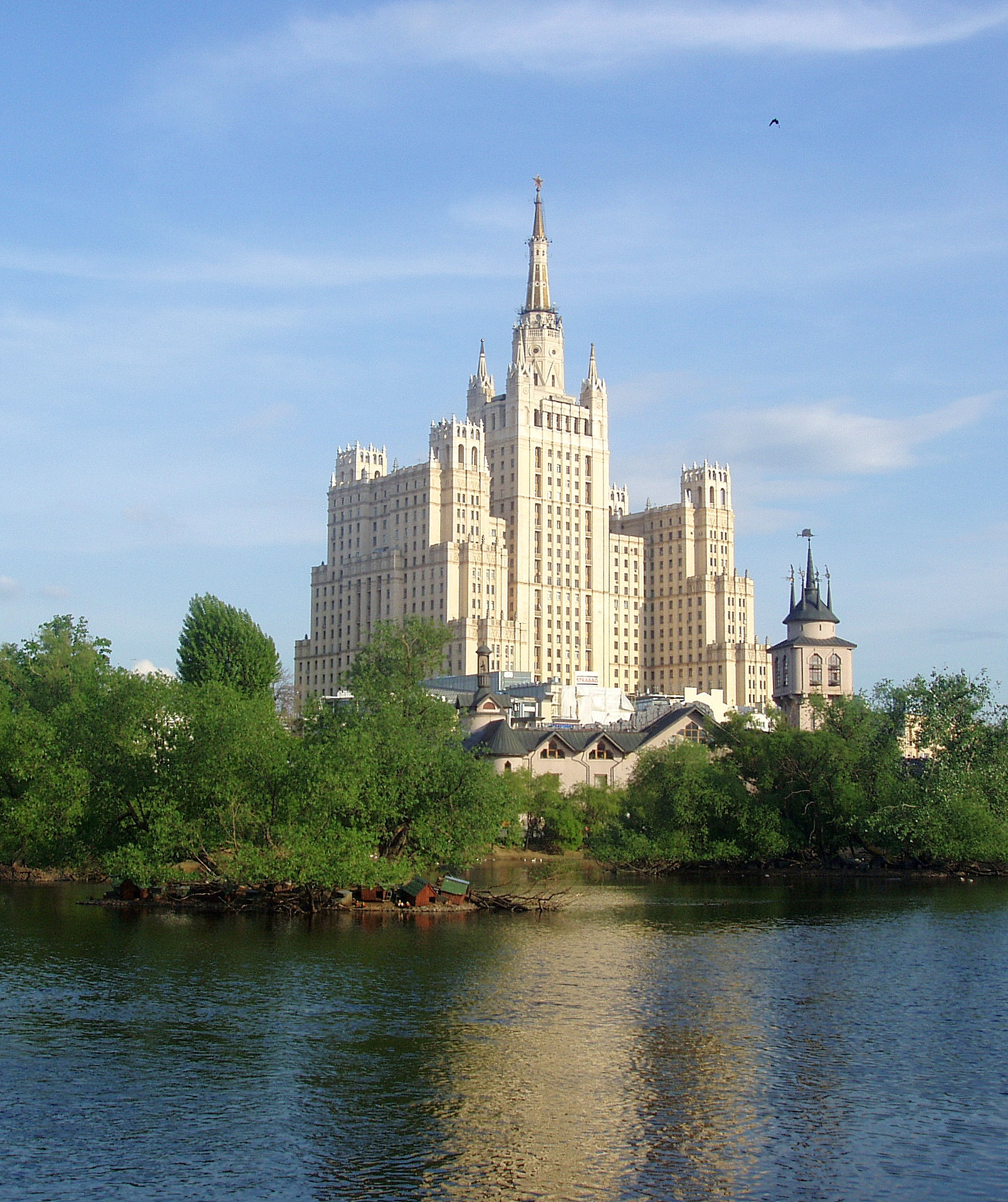
Дом на Кудринской площади. Вид со стороны Московского зоопарка, 2008 год

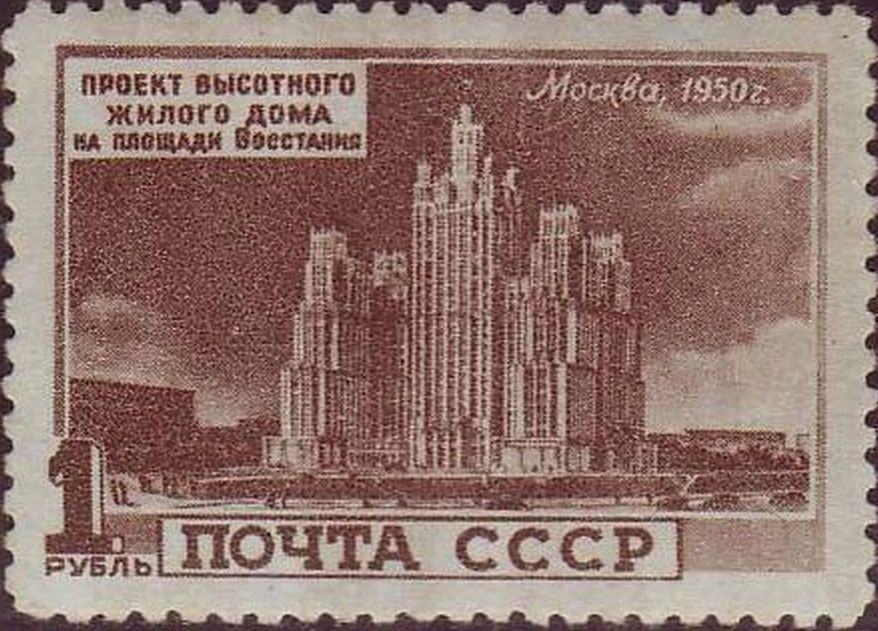
Почтовая марка СССР № 1583, Проект высотного здания на площади Восстания в Москве

В 1946 году возглавил одну из проектных мастерских Моссовета. Два года спустя он и Мндоянц выиграли конкурс на создание сталинской высотки — 24-этажного жилого небоскрёба на площади Восстания. Фасады здания украсили характерные для сталинского ампира элементы: скульптурные группы, колоннады, пилястры и венчающий здание шпиль. В необыкновенном по советским меркам жилом доме были применены многочисленные новаторские решения. На нижних этажах находились двухзальный кинотеатр «Пламя», прачечная, самый большой в СССР продовольственный магазин «Гастроном». Также в доме существовала подземная парковка на 134 машиноместа. Уникальное здание получило индивидуальную планировку, дорогостоящую отделку и оснащение. В частности, в доме построили 28 четырёхкомнатных квартир. Во всех квартирах на кухнях были установлены холодильники, встроенная мебель, мойки с дробилкой для уничтожения крупных отходов и был предусмотрен доступ к мусоропроводу.
О работе над этим зданием М. Посохин написал в мемуарах «Дороги жизни». Среди прочего он отметил тот факт, что архитекторам категорически запретили использовать зарубежные журналы, чтобы избежать копирования приёмов западных мастеров. В 1949 году за выполненный проект архитектор был награждён Сталинской премией второй степени.

### Типовая жилая застройка
Интересовался не только созданием выдающихся сооружений — он одним из первых архитекторов в СССР разработал и реализовал проекты крупнопанельных зданий. В своей книге, опубликованной в 1953 году, он подробно объяснял новые принципы жилого строительства. Подчёркивал, что для быстрого строительства новых жилых массивов на окраине столицы необходима «всемерная индустриализация… на базе типизации и широкого применения конструкций, архитектурных деталей, элементов санитарно-технического и инженерного оборудования заводского изготовления». Мастер считал, что проектировать новые каркасные дома необходимо с учётом будущего размещения на первых этажах магазинов, детских учебных заведений и развлекательных организаций. Также строители должны продумывать украшение задних фасадов и организацию дворового пространства.
Реализовать своё видение он сумел при строительстве четырёхэтажных домов на Хорошёвском шоссе. Работы на объекте начались в 1948 году. Это был первый в советской истории опыт комплексной застройки жилого квартала панельно-каркасными зданиями. Следующий построенный комплекс — десятиэтажные дома на улице Куусинена, проект которых был предложен ещё в 1953 году. Принципы жилого домостроения, которые продвигал архитектор, были близки взглядам Никиты Хрущёва. Благодаря этому он избежал обвинений в «украшательстве», которые руководство КПСС выдвигало в адрес советских архитекторов в середине 1950-х годов.

### Знаковые проекты 1950-х годов
В середине 1950-х годов по его проекту был перестроен главный фасад театра «Эрмитаж». Здание в стиле модерн получило принципиально новую внешность в стилистике сталинского ампира. К небольшому сооружению, прежде практически лишённому выразительных декоративных элементов, были добавлены два соединённых колоннадой флигеля.
7 сентября 1953 года было опубликовано постановление ЦК КПСС и Совмина СССР «О сооружении Пантеона», куда предполагалось перенести останки похороненных у кремлёвской стены и в Мавзолее. К участию в закрытом конкурсе допустили 10 крупнейших архитекторов СССР, в их числе оказался и М. Посохин. Представленные проекты были опубликованы в сентябре следующего года в журнале «Архитектура СССР». В качестве точки отсчёта все конкурсанты выбрали античный храм с колоннадой (в проекте М. Посохина — двухъярусной), что согласовывалось с принципами «сталинского ампира». Однако уже 1 ноября 1954 года Н. Хрущёв начал борьбу с «украшательством», что исключало возможность развития помпезной сталинской архитектуры вообще и проекта Пантеона в частности.
Во второй половине 1950-х годов состоялся закрытый конкурс на проект Дворца Советов. Хотя архитектор не оказался в числе участников, ему удалось построить Кремлёвский дворец съездов — самое выдающееся здание 1960-х годов. В своём проекте он использовал мотивы, предложенные Александром Власовым и Иваном Жолтовским для Дворца Советов. Центральное ядро здания составляют Зал заседаний и Банкетный зал, рассчитанные на 6000 и 4500 человек соответственно. Эти помещения с трёх сторон опоясаны взаимосвязанными пространствами фойе и кулуаров. Аналогичную компоновку помещений он реализовал в проекте кинотеатра «Октябрь», который создавался в комплексной застройке проспекта Калинина (Нового Арбата).
Строительство минималистичного Дворца съездов с идеей раскрытия внутреннего пространства вовне служило отражением новой архитектуры эпохи оттепели. Ради возведения огромного здания пришлось уничтожить часть исторической застройки Кремля. Архитектор с коллегами постарались гармонично вписать громадный параллелепипед в существующий архитектурный ансамбль. Ради этого пришлось на 15 м заглубить нижний уровень зала и вестибюля. Здание было введено в эксплуатацию уже в 1961 году, а год спустя за реализацию проекта он был награждён Ленинской премией.

### Главный архитектор Москвы

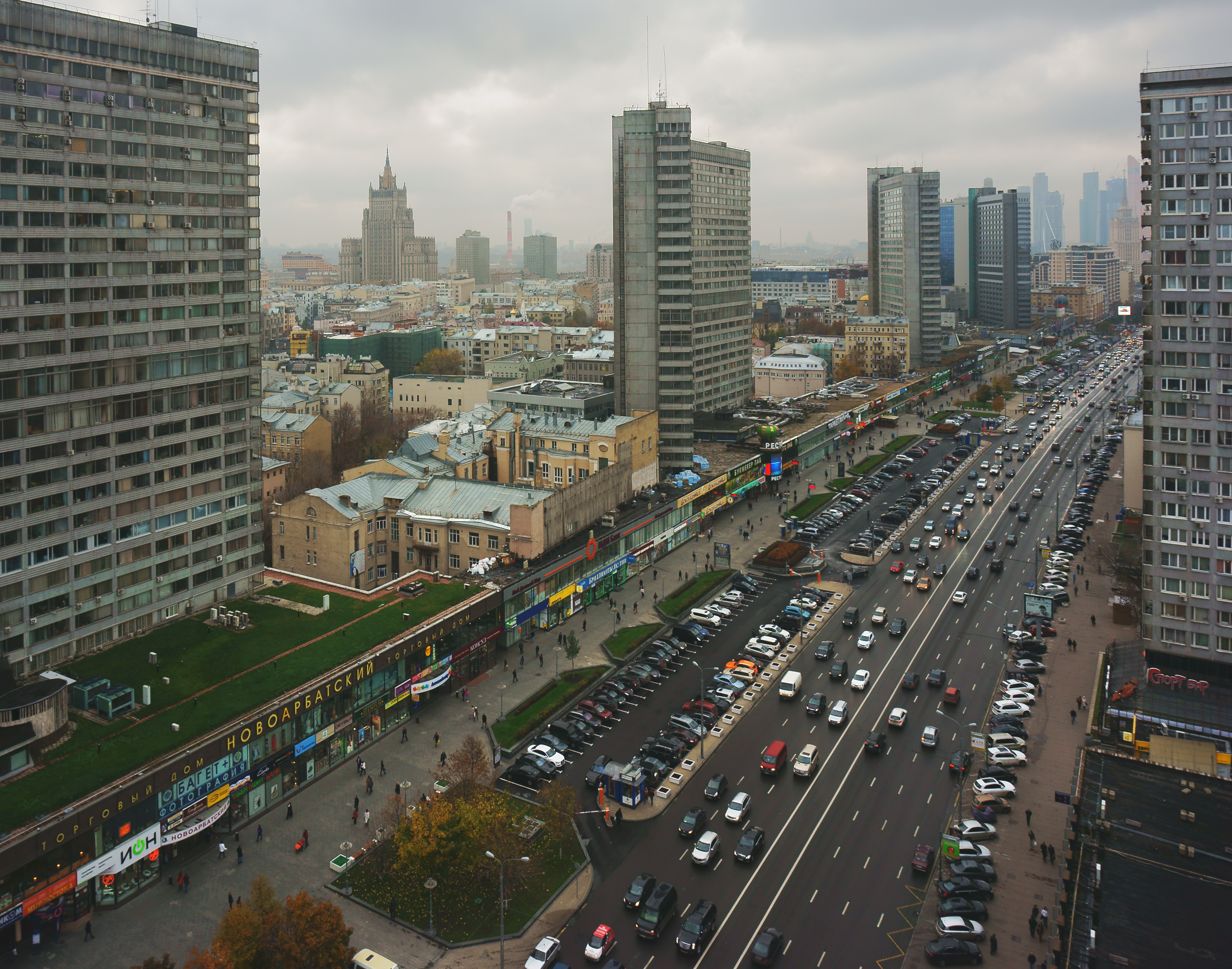
Новый Арбат, 2013 год

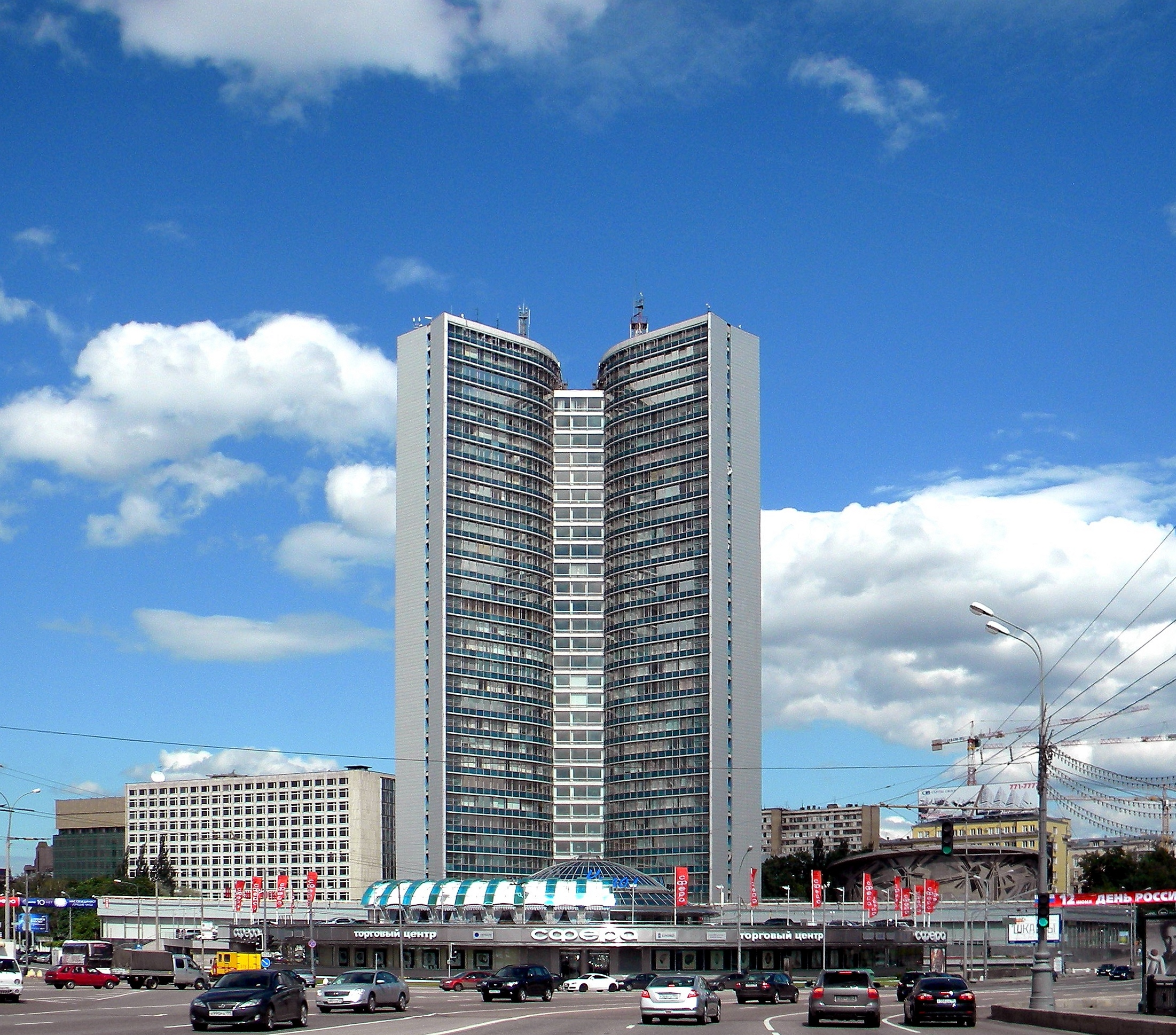
Комплекс зданий СЭВ, 2010 год

#### Застройка проспекта Калинина
В 1960 году Михаил Посохин возглавил Архитектурно-планировочное управление Москвы. За время его пребывания на посту архитектурный облик столицы коренным образом изменился. Первая крупная стройка, которую он инициировал — новый проспект Калинина. После окончания работ в 1962 году магистраль стала воплощением идей советского правительства о развитии отечественной архитектуры.
В первоначальном плане присутствовало много новаторских решений. Автомагистраль должна была проходить ниже поверхности земли, а над ней следовало проложить многочисленные пешеходные мостики. 26-этажные высотки южной части проспекта являлись одной огромной коммуной, соединённой общим двухэтажным стилобатом, в котором предлагалось создать развлекательные учреждения. Согласно первоначальному плану, в этих домах проектировались исключительно малогабаритные квартиры для молодых семей. При реализации плана в проект были внесены многочисленные изменения. По требованию Н. Хрущёва было проложено обычное дорожное полотно, из-за чего комплексы северной и южной части проспекта оказались обособленными. В 1964 году с приходом к власти нового правительства в южных корпусах вместо квартир были созданы офисы.
В начале 1970-х годов в книге «Город для человека» архитектор написал:
Город без свободных пространств – это лабиринт, угнетающий человека. Необходимо ритмичное  чередование закрытых и открытых пространств, сочетание узких и широких улиц, больших и малых площадей, бульваров и парков… Зрительное восприятие плана города, понимание его пространственного построения дают человеку возможность глубже постичь красоту и гармонию города.
Новый проспект стал важной вехой в развитии типового строительства как наглядный пример выразительного эффекта от чередования высотных и малоэтажных зданий. Однако целостное восприятие комплекса возможно только при движении на автомобиле. Для пешехода ритмичная композиция выглядит слишком укрупнённой и монотонной. Хотя строительство проспекта Калинина являлось частью трансформации Москвы из старого города в современный мегаполис, уничтожение старинной застройки и создание высотных зданий в историческом центре вызвало критику со стороны культурного сообщества.
Следующей его знаменательной работой стал комплекс зданий СЭВ. Основной корпус высотой в 31 этаж получил оригинальную форму в виде двух изогнутых пластин, соединённых прямоугольным объёмом. Подобный приём логически развивал идеи застройки Нового Арбата. В данном случае плавный изгиб разбавлял монотонность коридоров и обеспечивал для зрителя снаружи комфортный блик стеклянной поверхности.

#### Планы развития столицы
В 1960-х годах архитекторы М. Посохин и Н. Уллас возглавили работу над генеральным планом развития Москвы. Предполагалось, что он станет образцом для развития всех советских городов в начале XXI века. В 1971 году документ был одобрен и опубликован. Авторы указали достаточно строгие внешние границы Москвы. Разрастание города вширь должна была ограничить лесопарковая зона. Параллельно в радиусе 100 км от столицы предполагалось создать сеть городов-спутников. Согласно проекту, столичная радиально-кольцевая система дорог сохранялась, но дополнялась прямоугольной системой скоростных шоссе. Четыре из них (Ховрино — Борисово, Тёплый Стан — Владычино, Очаково — Мытищи и Татарово — Бирюлёво) должны были пройти в 5 км от центра и в перспективе выйти за пределы МКАД в качестве съездов на загородные шоссе. Чтобы создать такую цепь дорог, следовало построить многочисленные тоннели и эстакады. Эта часть проекта осталась неосуществлённой.
Для обеспечения жизнеспособности столицы требовалась новая полицентрическая структура с историческим центром в качестве основной зоны и семью новыми, расположенными на периферии. Промышленные предприятия следовало вывести за пределы города или модернизировать производственные мощности. Реализация генерального плана оказалась неосуществимой в условиях советской экономической системы. В одном из пунктов значилось, что население Москвы к 2000 году увеличится до 8 млн человек. Исходя из этого можно было больше сил и средств вложить в строительство общественных зданий и развитие транспортной инфраструктуры. Советские чиновники, наоборот, стремились увеличить объёмы жилой застройки, что провоцировало стремительный рост населения, и порог в 8 млн был достигнут уже в 1980 году. При этом не был обеспечен должный уровень организации городской среды. Главная идея плана — создание полицентричного города — тоже осталась неосуществлённой, а строительство Третьего транспортного кольца и ввод в эксплуатацию новых линий метрополитена затянулись на долгие годы.

#### Комплексная застройка

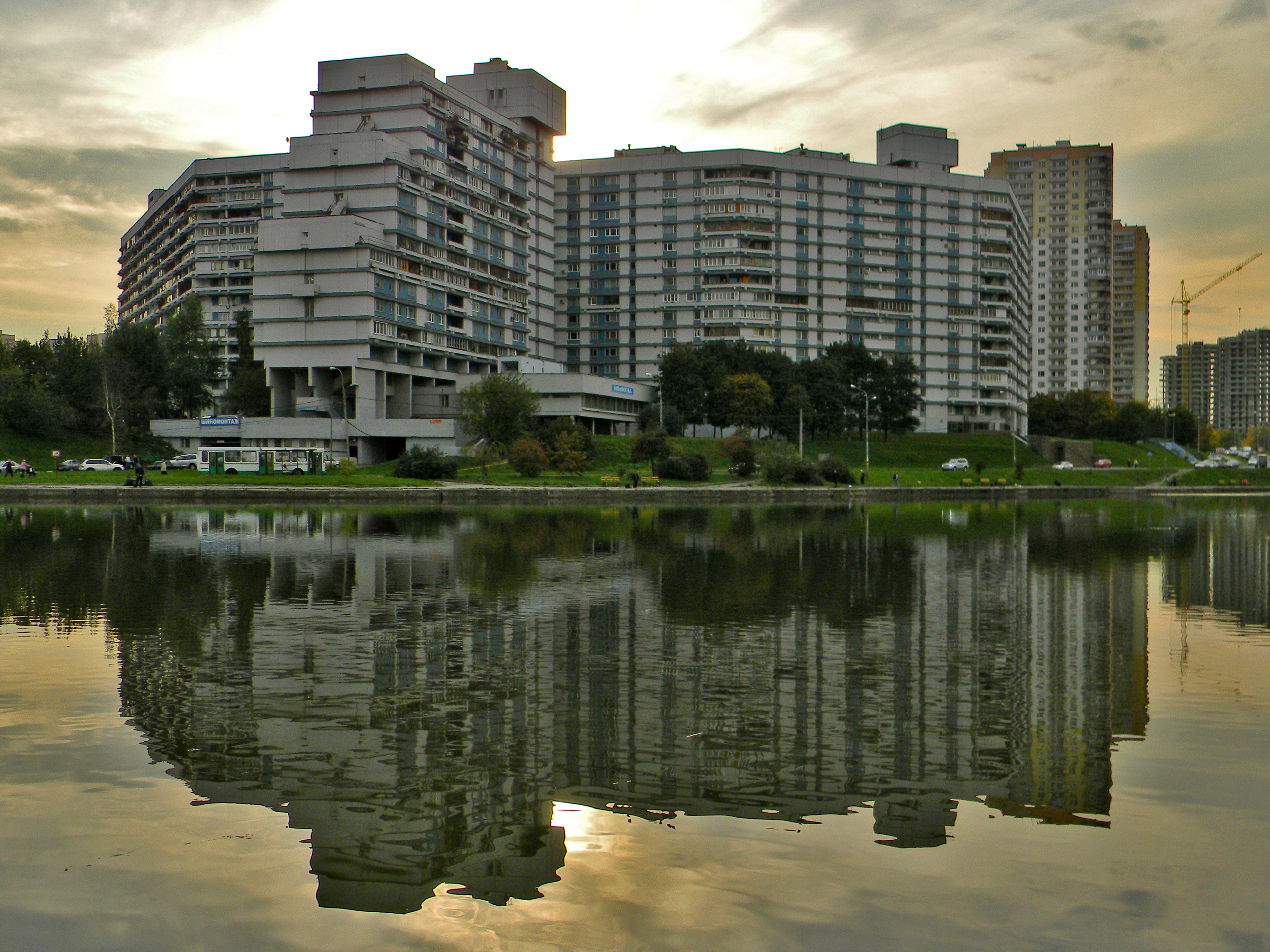
Микрорайон Северное Чертаново в Москве, 2010 год

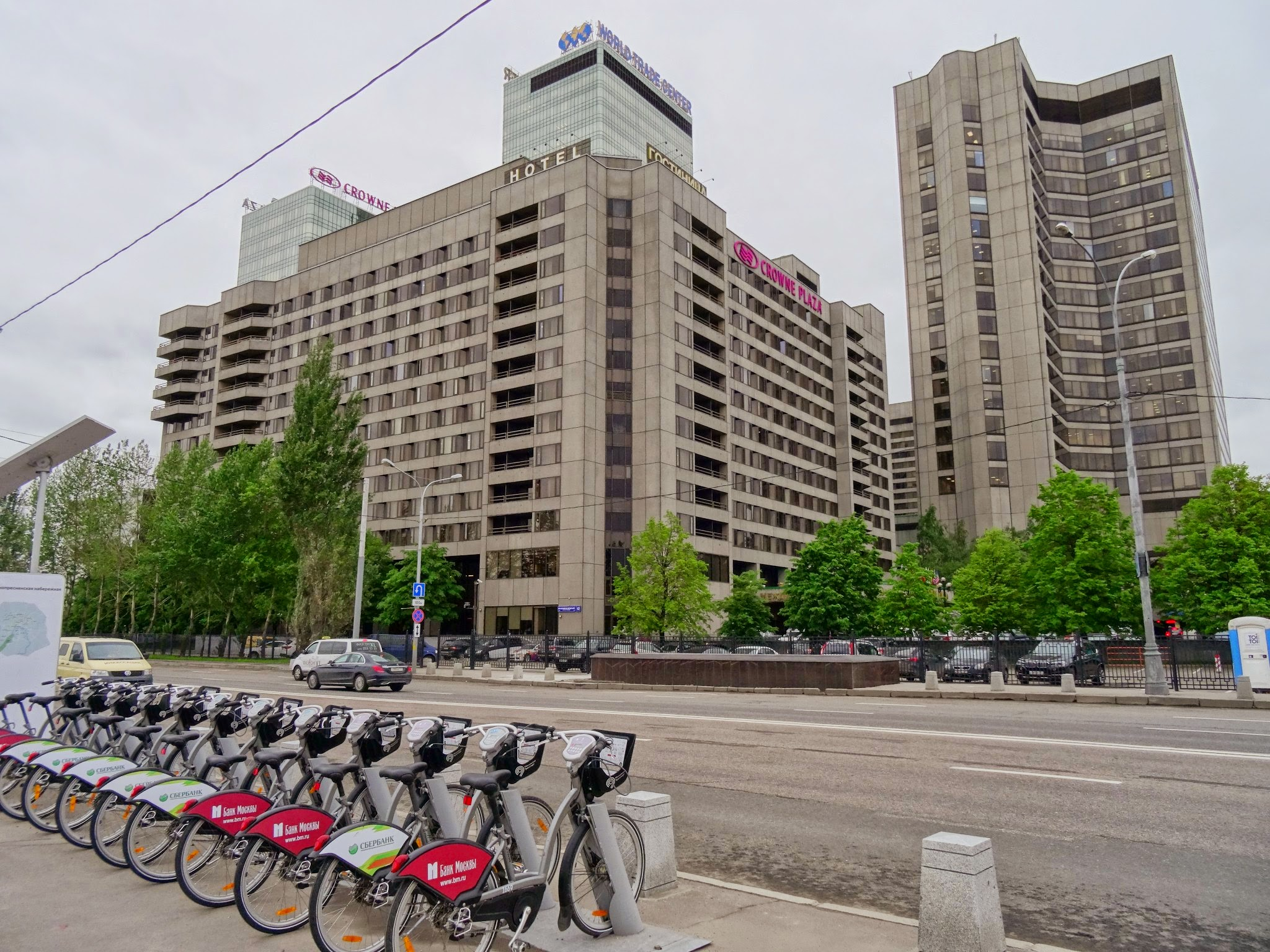
Центр международной торговли в Москве, 2015 год

В середине 1960-х годов архитектор возглавил реконструкцию Суздаля, а в начале 1970-х годов — инициировал поквартальное обследование исторической застройки Москвы. В результате был опубликован многотомник «Памятники архитектуры Москвы» и реконструирована первая в России пешеходная улица Арбат.
В начале 1970-х годов под его руководством началось возведение нового экспериментального района Северное Чертаново. Создатели стремились достичь нескольких целей. Во-первых, избежать однообразия застройки, которое являлось результатом промышленного производства стеновых панелей. Для этого возводились дома со сложной конфигурацией и переменной этажностью. В микрорайоне были устроены подземные парковки и транспортные сети, чтобы частично изолировать проезжие части от пешеходных зон. Каждый дом формировал небольшой замкнутое дворовое пространство.
При создании Северного Чертанова впервые в Советском Союзе при создании жилых зданий из типовых конструкций был применён широкий шаг несущих стен — 7,2 м. Это позволило использовать свободную планировку: при вариации комнат от 1 до 5 новосёлы могли выбрать 40 вариантов квартир, в том числе — двухуровневые. Из-за инертности экономической системы страны строительство одного микрорайона в Москве затянулось на 13 лет.
Разделение зон для движения автомобилей и пешеходов ещё отчётливее было реализовано в проекте спортивного комплекса «Олимпийский» (1977—1980). Группа архитекторов во главе с М. Посохиным умело использовала 11-метровый перепад высот, который существует в пределах огромного сооружения.
Наиболее полно идею комплексной застройки архитектор реализовал в проекте Центра международной торговли. Согласно замыслу архитекторов, в корпусах ЦМТ размещались отель международного класса на 600 номеров, апарт-отель на 625 номеров и 22-этажный офисный центр. Для всего комплекса был создан единый трёхэтажный стилобат, в котором разместились различные общественные учреждения: от конференц-залов до ресторанов.
В 20-х числах октября 1970 года в Москве состоялся V Съезд архитекторов СССР. На нём прозвучал призыв внимательно относиться к работам зарубежных мастеров и расширять участие в деятельности Международного союза архитекторов. Съезд запомнился своей неформальной атмосферой: среди участников распространялась сатирическая газета с шаржами и эпиграммами. М. Посохину были посвящены строки:
Добьемся, чтоб зелень могла процветать,
А транспорт ушел в землю чтобы,
И стал чтобы зодчих страны
вдохновлять
Характер московский особый.
Пора решить нам навсегда
Проблему «человек — среда».

### Работа за границей

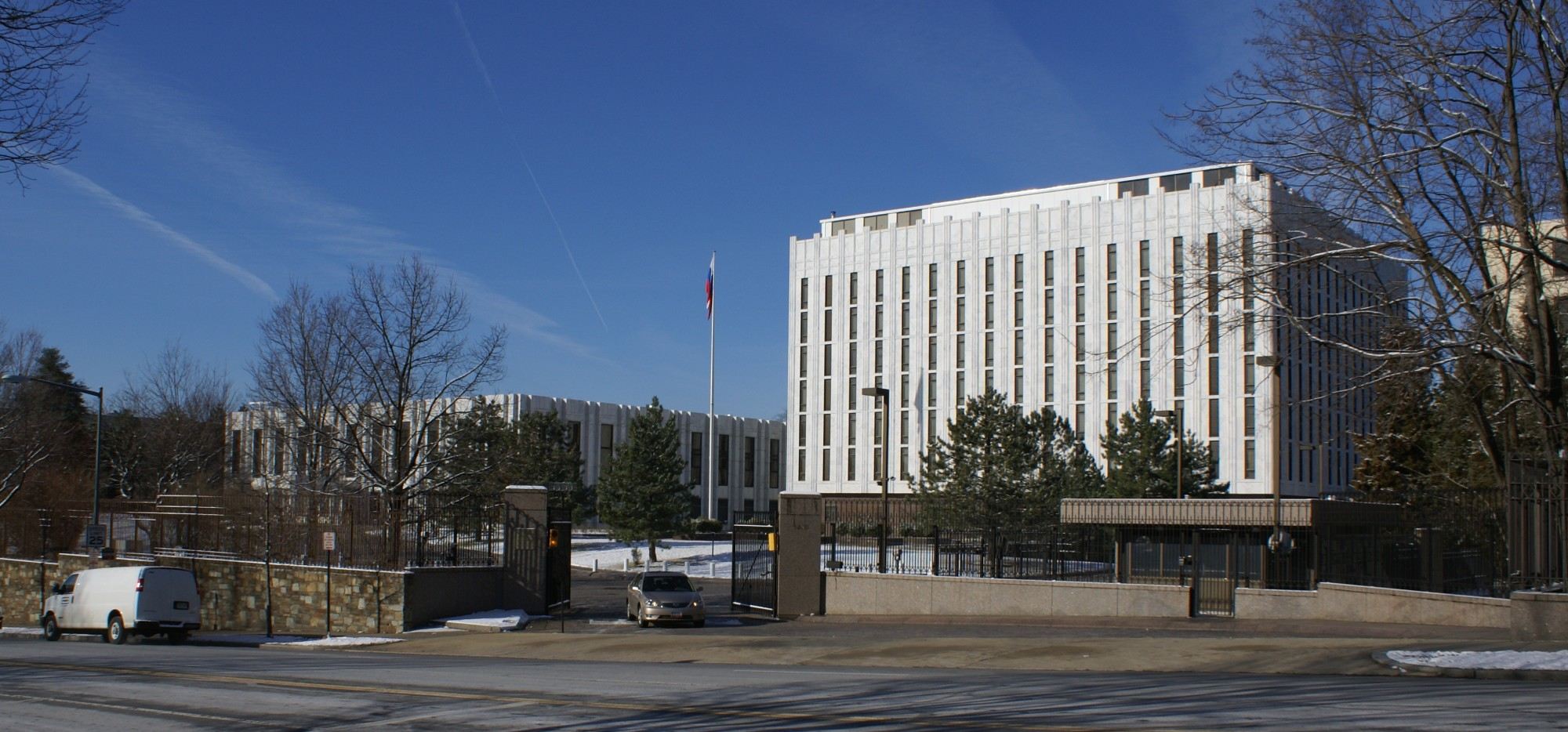
Посольство России в США, 2007 год

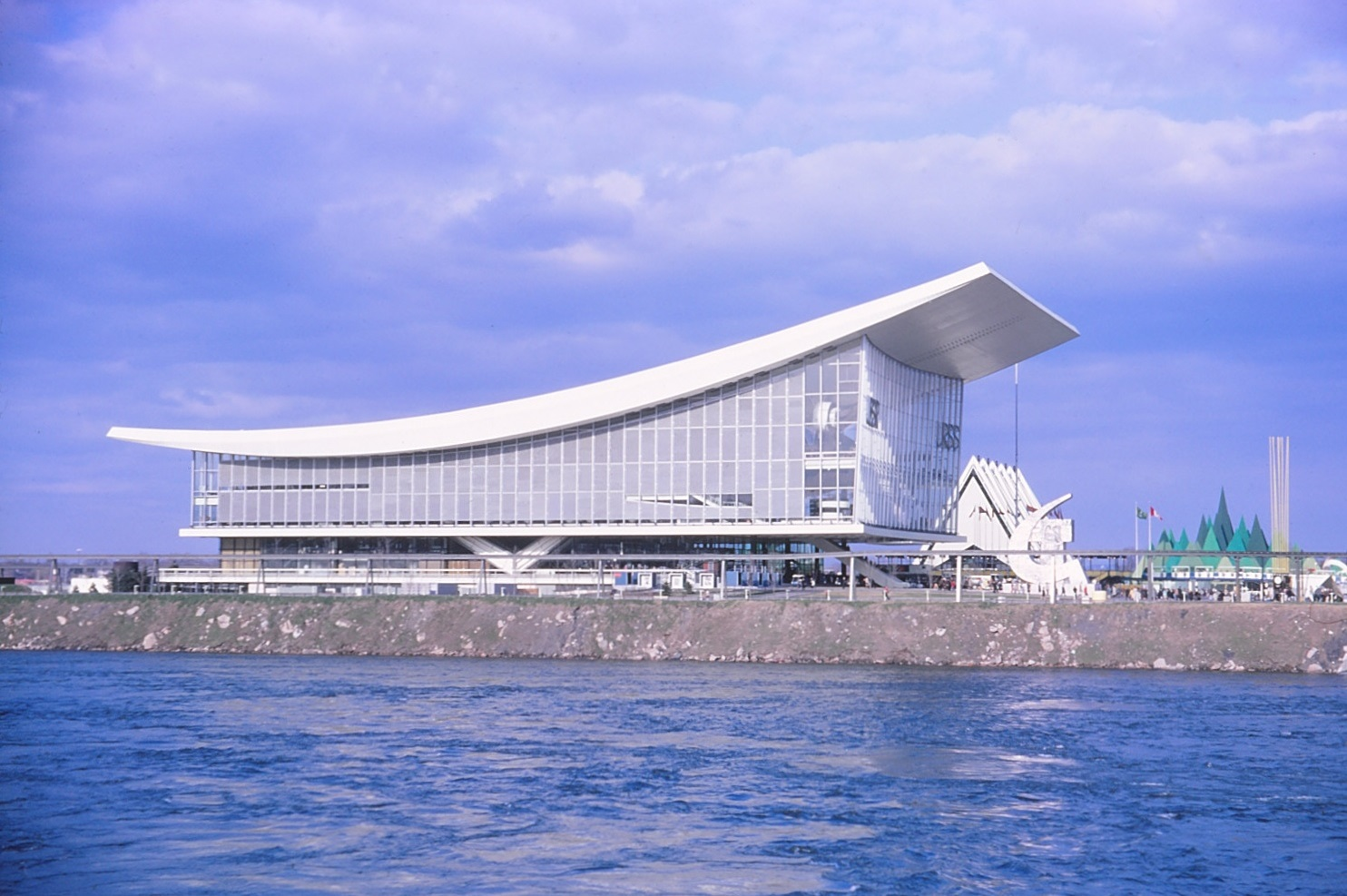
Советский павильон на Экспо-67 в Монреале

В конце 1950-х годов архитектор начал работу над комплексной застройкой курорта в Пицунде, который на тот момент являлся территорией СССР. Это был первый масштабный проект рекреационного учреждения, полностью разработанный в Советском Союзе. Во время работы в Грузии М. Посохин по совету А. Мндоянца пригласил на работу начинающего художника Зураба Церетели, который создал скульптурные композиции, украшенные мозаичными панно.
Архитектор создал два крупных посольских комплекса: в Бразилиа в 1968—1974 годах и в Вашингтоне в 1970—1993 годах. Проекты радикально отличались друг от друга. Здание в Бразилии было оформлено ярко, с контрастной расцветкой стен и балконами на главном фасаде. Здание в США получило монументальный облик в строгой стилистике официальных сооружений округа Колумбия.
С точки зрения архитектуры более интересными заграничными проектами стали павильоны СССР, которые архитектор разработал для Всемирных выставок в Монреале (1967) и Осаке (1970). Канадский павильон был выдержан в стилистике московских сооружений. Здание получило остекление по всему периметру и мощный стилобат, в котором размещалась часть общественных помещений. Сооружение в Японии отличалось оригинальностью: оно символизировало развевающееся красное знамя. За счёт максимальной высоты в 104 м павильон был виден со всех уголков выставки.

### Общественная и преподавательская деятельность
Наряду с основной деятельностью, занимался организационными и образовательными проектами. В 1963–1967 годах он создал и возглавил Государственный комитет по гражданскому строительству и архитектуре при Госстрое СССР, реорганизовал систему проектных организаций, объединил наиболее активные архитектурные силы страны.
Восемь лет преподавал архитектурное проектирование в Московском архитектурном институте (1967—1975), а в Академии художеств открыл факультет архитектуры.
Член Союза архитекторов СССР. Действительный член АХ СССР (1979), член Президиума, академик-секретарь Отделения архитектуры и монументального искусства АХ СССР (1979). Член-корреспондент Академии архитектуры СССР (1950—1955), Академии строительства и архитектуры (1956—1963)..
Также избирался депутатом Верховного Совета СССР 6-9 созывов. Делегат XXII—XXV съездов КПСС.
Так как он успешно выполнял диаметрально противоположные проекты, на протяжении всей карьеры пользовался уважением со стороны партийного руководства. Ещё в сталинскую эпоху он был назначен заместителем начальника Архитектурно-планировочного управления Москвы. Эту должность он сохранил и с приходом к власти Н. Хрущёва. При Н. Хрущёве он занял пост Главного архитектора Москвы и оставался на этой должности большую часть брежневского правления. Мастера признало и зарубежное профессиональное сообщество. В 1978 году он был избран Почётным членом Американского института архитекторов.
Скончался 22 января 1989 года в Москве. Похоронен рядом со своими родителями на Ваганьковском кладбище (16 уч.).

### Семья
- Жена — Галина Аркадьевна Посохина, урождённая Попова (16.02.1925 — 17.12.2016), актриса.
- Сын — Михаил Посохин (род. 1948), архитектор, педагог. Генеральный директор ГУП «Моспроект-2» имени М. В. Посохина с 1993 года. Вице-президент Российской академии художеств. Академик РАХ (1997). Народный архитектор Российской Федерации (2004). Лауреат Государственной премии России (1998).

## Награды и звания
звания
- Народный архитектор СССР (1970)

премии
- Ленинская премия (1962) — за проектирование и строительство КДС
- Сталинская премия второй степени (1949)[40][41]
- Государственная премия СССР (1980)

ордена и медали
- Орден Ленина
- Четыре ордена Трудового Красного Знамени
- Орден Дружбы народов (1980) — за достигнутые успехи в проектировании, строительстве и реконструкции олимпийских объектов в гор. Москве[42]
- Орден «Знак Почёта»
- Медаль «За доблестный труд в Великой Отечественной войне 1941-1945 гг.»
- Медаль «В память 800-летия Москвы»
- Медаль «Тридцать лет Победы в Великой Отечественной войне 1941-1945 гг.»
- Медаль «Сорок лет Победы в Великой Отечественной войне 1941-1945 гг.»

## Память
- 13 декабря 2010 года в годовщину 100-летия рождения М. В. Посохина открыта мемориальная доска на высотном здании на Кудринской площади в Москве[43].
- 13 декабря 2011 года в Томске была установлена памятная табличка на доме, где родился архитектор (современный адрес — улица Карташова, 2)[44].
- Имя Михаила Посохина носит Управление по проектированию общественных зданий и сооружений «Моспроект-2»[7].

## Постройки
- Старое здание Генерального штаба ВС РФ (1944—1946);
- Высотка на площади Восстания (Кудринской) (1948—1954);
- Жилой квартал, Хорошёвское шоссе (совм. с инженером Лагутенко В. П., 1948—1954);
- Планировка и застройка жилых районов Хорошёво-Мнёвники (1955—1960);
- Кремлёвский Дворец съездов (1958—1961);
- Курорт в Пицунде в (Абхазии) (1959—1967);
- Проспект Калинина (Новый Арбат) (1964—1969);
- Здание СЭВ (1969);
- Посольство СССР в Бразилиа (1968—1974);
- Посольство России в Вашингтоне (1979—1994);
- Комплекс зданий МГИМО на ул. Лобачевского (1970—1976);
- Комплекс зданий Академии Общественных наук при ЦК КПСС, проспект Вернадского (1972—1984);
- Образцово-перспективный жилой район, Северное Чертаново (1972—1984);
- Экспоцентр (1972);
- Центр международной торговли (1974—1980);
- Спорткомплекс «Олимпийский» (1975—1980);
- Комплекс зданий Академии Генерального штаба (1978—1980);
- Здание Генерального штаба, Арбатская площадь (1981).